# Tigné
Tigné est une ancienne commune française située dans le département de Maine-et-Loire, en région Pays de la Loire, devenue le 1er janvier 2016, une commune déléguée de la commune nouvelle de Lys-Haut-Layon.
La rivière le Layon marque la limite nord de son territoire. La commune se situe dans l'appellation viticole du Coteaux-du-Layon (AOC) et dans la zone paysagère du couloir du Layon.

## Géographie

### Localisation
Commune angevine du sud Layon située dans les Mauges, à la limite du Saumurois, ce territoire rural de l’ouest de la France se trouve à 10 kilomètres au nord-est de Vihiers et à 12 kilomètres à l'ouest de Doué-la-Fontaine,. Pays de bocage, le Vihiersois se situe dans un triangle entre Angers, Cholet et Saumur.

### Voies de communication et transports
Le village se situe au sein du triangle formé par les deux autoroutes partant d'Angers, A85 et A87, et la RD 960 reliant Cholet à Saumur. Il est implanté sur la RD 84 entre Doué-la-Fontaine et Chemillé

### Communes limitrophes
Les communes les plus proches sont La Fosse-de-Tigné (2 km), Aubigné-sur-Layon (3 km), Tancoigné (3 km), Martigné-Briand (4 km), Saint-Georges-sur-Layon (5 km), Trémont (5 km), Cernusson (5 km), Brigné (6 km), Montilliers (6 km) et Faveraye-Mâchelles (7 km).

### Géologie et relief
À quelques kilomètres au nord et à l'est du Vihiersois se trouve la vallée du Layon, qui marque la transition entre les Mauges et le Saumurois. Le sud de l'Anjou comporte à l'est des terrains secondaires et tertiaires (Saumurois) et à l'ouest des terrains primaires (Mauges). Dans ces derniers, on trouve un pays de bocage sur des terrains de schistes et de granites. Tigné se situe sur l'unité paysagère du Couloir du Layon.
L'altitude de la commune varie de 37 à 98 mètres, pour une altitude moyenne de 59 mètres. Son territoire s'étend sur près de 17 km2 (1 678 hectares). Il forme un vaste plateau incliné légèrement à l'Est.

### Hydrographie
La commune est bordée au nord par le Layon, à l'est par le ruisseau du Livier et à l'ouest par les coteaux qui dominent le ruisseau de l’Étang.

### Climat
Son climat est tempéré, de type océanique. Le climat angevin est particulièrement doux, du fait de sa situation entre les influences océaniques et continentales. Généralement les hivers sont pluvieux, les gelées rares et les étés ensoleillés.

## Urbanisme

### Morphologie urbaine
Le village s'inscrit dans un territoire essentiellement rural. Le bourg, assez compact, est organisé en un maillage de rues, autour de la place de la mairie, triangulaire. Il y a une deuxième place, celle de l'église.

### Logement
En 2013, on trouvait 389 logements dans la commune de Tigné, dont 80 % étaient des résidences principales, pour une moyenne dans le département de 90 %, et dont 78 % des ménages en étaient propriétaires.

### Projets d'aménagement
En prolongement de la réflexion menée dans le schéma de cohérence territoriale (Scot), la commune a réalisé un concours pour les zones « Les Duranderies » et « Les Coutures », où 19 logements étaient envisagés en 2013. L'aménagement de la zone « Les Coutures » est prévu pour 2016 avec la création de 16 logements.
Un projet d'installation d'un parc éolien voit également le jour : La commune et la préfecture de Maine-et-Loire valident un projet d'installation d'un parc de 6 éoliennes de 120 m pour 2 MW sur son territoire. En 2009, le schéma régional départemental indique que « considérant la valeur paysagère remarquable de l'entité paysagère, aucune éolienne ne sera acceptée dans la Vallée du Layon ». Après plus de dix ans de contentieux, la mairie annonce un début de construction au printemps 2016 avec une mise en route des éoliennes début 2017, ; le parc se situant sur une zone s'étendant entre le château du Grand-Riou, la chapelle Sainte-Anne et La Roche Coûtant, trois monuments classés de Tigné. Les travaux débutent en septembre 2016. En janvier de l'année suivante les éoliennes ne sont toujours pas en place bien que le permis de construire ait été accordé.

## Toponymie
Les formes anciennes du nom sont Tigneium en 1200, Tigné en 1326, Tigny au XIVe siècle et jusqu'au XVIIe siècle, Tigné en 1793,.
Ses habitants sont appelés les Tignéens et les Tignéennes.

## Histoire

### Préhistoire
Il semble que ce territoire fut très tôt habité. On y a retrouvé des haches de pierre et des médailles d'or celtiques.

### Moyen Âge
Le château féodal se situait au cœur de plusieurs grands passages, entre Anjou et Poitou. Ce centre de châtellenie relevait du château de Saumur.

### Ancien Régime
À la veille de la Révolution française, une partie du Vihiersois dépend de la sénéchaussée d'Angers (La Salle-de-Vihiers, Vihiers, Coron) et une autre de la sénéchaussée de Saumur (Tigné, Cernusson, Les Cerqueux, Saint-Paul-du-Bois, La Plaine).

### Époque contemporaine
À la réorganisation administrative qui suit la Révolution, Tigné est rattachée en 1790 au canton de Martigné et au district de Vihiers, puis en 1800 au canton de Vihiers et à l'arrondissement de Saumur.
Comme dans le reste de la région, à la fin du XVIIIe siècle se déroule la guerre de Vendée, qui marquera de son empreinte la région.

Le mécontentement se développe autour de la question religieuse. En décembre 1791 éclate une émeute. La commune est occupée par les troupes républicaines en février et mars 1792.
En mars 1793, cent vingt jeunes gens de Tigné rejoignent les insurgés dans les landes de Saint-Lézin. En octobre la garde nationale d'Ambillou arrête le maire, puis les officiers municipaux. S'ensuit une période de terreur où le château de Tigné est incendié, ainsi que celui du Grand-Riou et plusieurs autres bâtiments, par la colonne du général Boucret. L'année suivante, en avril 1794, la colonne du général Grignon passe à Tigné, fusillant plusieurs hommes et incendiant le bourg.
Durant la seconde moitié du XIXe siècle c'est la révolution industrielle. À Tigné, trois fours à chaux sont en activité, et utilisent le calcaire présent sur le territoire de la commune.
C'est à cette époque qu'Ernest François Dainville, concepteur de plusieurs édifices néoromans, est à l'origine de l'église paroissiale de Tigné, construite de 1860 à 1863.
En 2015 un projet de regroupement voit le jour au sein de la communauté de communes du Vihiersois-Haut-Layon. Le 2 juillet, le conseil municipal de Tigné vote en faveur de la création d'une commune nouvelle au niveau de l'intercommunalité. N'ayant pas obtenu la totale adhésion des communes de l'intercommunalité, les conseils municipaux des Cerqueux-sous-Passavant, La Fosse-de-Tigné, Nueil-sur-Layon, Tigné, Trémont et Vihiers valident à nouveau en septembre le projet d'une commune nouvelle baptisée Lys-Haut-Layon, dont la création est officialisée par arrêté préfectoral du 5 octobre 2015, abrogé et remplacé par celui du 21 décembre.

## Politique et administration

### Administration municipale

#### Administration actuelle
Depuis le 1er janvier 2016, Tigné constitue une commune déléguée au sein de la commune nouvelle de Lys-Haut-Layon et dispose d'un maire délégué.
| Période                                  | Période   | Identité         | Étiquette | Qualité |
| ---------------------------------------- | --------- | ---------------- | --------- | ------- |
| 1er janvier 2016                         | mars 2017 | Benoît Onillon   |           |         |
| mars 2017                                | mai 2020  | Médérick Thomas  |           |         |
| mai 2020                                 | en cours  | Patrick Taveneau |           |         |
| Les données manquantes sont à compléter. |           |                  |           |         |

#### Administration ancienne
La commune est créée à la Révolution, Tigné. Le nombre d'habitants de la commune étant compris entre 500 et 1 499, le nombre de membres du conseil municipal est de 15.
| Période                                  | Période                   | Identité                  | Étiquette | Qualité         |
| ---------------------------------------- | ------------------------- | ------------------------- | --------- | --------------- |
| Les données manquantes sont à compléter. |                           |                           |           |                 |
| mars 1971                                | mars 1977                 | Georges Lalanne           |           |                 |
| mars 1977                                | 24 mars 2001              | Dominique Polleau         |           | Viticulteur     |
| 24 mars 2001                             | 15 septembre 2005 (décès) | Suzanne Brucy (1930-2005) |           | Retraitée       |
| 5 novembre 2005                          | 31 décembre 2015          | Benoît Onillon            |           | Géomètre-expert |

### Jumelages
Au 6 janvier 2013, Tigné n'est jumelée avec aucune autre commune.

### Ancienne situation administrative

#### Intercommunalité
Tigné est intégrée à la communauté de communes Vihiersois-Haut-Layon, qui regroupe douze communes, dont La Fosse-de-Tigné et Tancoigné. Cette structure intercommunale est un établissement public de coopération intercommunale (EPCI) qui a pour vocation de réunir les moyens de plusieurs communes, notamment dans le domaine du tourisme.
La communauté de communes est membre du pays de Loire en Layon, structure administrative d'aménagement du territoire.

#### Autres circonscriptions
Jusqu'en 2014, la commune fait partie du canton de Vihiers et de l'arrondissement de Saumur. Le canton de Vihiers compte alors dix-sept communes. C'est l'un des quarante-et-un cantons que compte le département ; circonscriptions électorales servant à l'élection des conseillers généraux, membres du conseil général du département. Dans le cadre de la réforme territoriale, un nouveau découpage territorial pour le département de Maine-et-Loire est défini par le décret du 26 février 2014. Le canton de Vihiers disparait et la commune est rattachée au canton de Cholet-2, avec une entrée en vigueur au renouvellement des assemblées départementales de 2015.
La commune se trouve sur la quatrième circonscription de Maine-et-Loire, composée de six cantons dont Vihiers et Montreuil-Bellay.

## Population et société

### Évolution démographique
L'évolution du nombre d'habitants est connue à travers les recensements de la population effectués dans la commune depuis 1793. À partir du 1er janvier 2009, les populations légales des communes sont publiées annuellement dans le cadre d'un recensement qui repose désormais sur une collecte d'information annuelle, concernant successivement tous les territoires communaux au cours d'une période de cinq ans. 
Pour les communes de moins de 10 000 habitants, une enquête de recensement portant sur toute la population est réalisée tous les cinq ans, les populations légales des années intermédiaires étant quant à elles estimées par interpolation ou extrapolation. Pour la commune, le premier recensement exhaustif entrant dans le cadre du nouveau dispositif a été réalisé en 2007,.
En 2013, la commune comptait 770 habitants, en évolution de 0 % par rapport à 2008 (Maine-et-Loire : +3,3 %, France hors Mayotte : +2,49 %).
| 1793  | 1800 | 1806  | 1821  | 1831  | 1836  | 1841  | 1846  | 1851  |
| ----- | ---- | ----- | ----- | ----- | ----- | ----- | ----- | ----- |
| 1 100 | 897  | 1 000 | 1 094 | 1 136 | 1 120 | 1 073 | 1 119 | 1 162 |

| 1856  | 1861  | 1866  | 1872  | 1876  | 1881  | 1886  | 1891  | 1896 |
| ----- | ----- | ----- | ----- | ----- | ----- | ----- | ----- | ---- |
| 1 146 | 1 167 | 1 166 | 1 157 | 1 125 | 1 109 | 1 037 | 1 044 | 937  |

| 1901 | 1906 | 1911 | 1921 | 1926 | 1931 | 1936 | 1946 | 1954 |
| ---- | ---- | ---- | ---- | ---- | ---- | ---- | ---- | ---- |
| 932  | 934  | 933  | 856  | 810  | 872  | 889  | 886  | 874  |

| 1962 | 1968 | 1975 | 1982 | 1990 | 1999 | 2007 | 2012 | 2013 |
| ---- | ---- | ---- | ---- | ---- | ---- | ---- | ---- | ---- |
| 878  | 952  | 825  | 767  | 718  | 713  | 759  | 764  | 770  |

### Pyramide des âges
La population de la commune est relativement âgée. Le taux de personnes d'un âge supérieur à 60 ans (23,1 %) est en effet supérieur au taux national (21,6 %) et au taux départemental (21 %). Contrairement aux répartitions nationale et départementale, la population masculine de la commune est supérieure à la population féminine (51,8 % contre 48,4 % au niveau national et 48,6 % au niveau départemental).
| Hommes | Classe d’âge | Femmes |
| ------ | ------------ | ------ |
| 0,3    | 90 ans ou +  | 0,8    |
| 10,9   | 75 à 89 ans  | 8,5    |
| 11,7   | 60 à 74 ans  | 13,9   |
| 18,6   | 45 à 59 ans  | 14,8   |
| 23,9   | 30 à 44 ans  | 23,2   |
| 12,5   | 15 à 29 ans  | 13,7   |
| 22,1   | 0 à 14 ans   | 25,1   |

| Hommes | Classe d’âge | Femmes |
| ------ | ------------ | ------ |
| 0,4    | 90 ans ou +  | 1,2    |
| 6,3    | 75 à 89 ans  | 9,2    |
| 11,8   | 60 à 74 ans  | 13,0   |
| 19,9   | 45 à 59 ans  | 19,4   |
| 20,6   | 30 à 44 ans  | 19,5   |
| 20,3   | 15 à 29 ans  | 19,1   |
| 20,6   | 0 à 14 ans   | 18,6   |

### Enseignement
Les services publics présents dans la commune sont une école maternelle et primaire.

### Santé
La plupart des structures de santé se situent également à Vihiers, tel l'hôpital local ou le centre de secours.

### Écologie et recyclage
Le ramassage des déchets est géré par le Syndicat mixte intercommunal pour le traitement des ordures ménagères et des déchets, le Smitom du Sud Saumurois, qui se trouve à Doué-la-Fontaine.

## Économie

### Tissu économique
Commune principalement agricole, en 2008, sur les 70 établissements présents dans la commune, 56 % relevaient du secteur de l'agriculture. Deux ans plus tard, en 2010, sur 75 établissements présents dans la commune, 47 % relevaient du secteur de l'agriculture (pour une moyenne de 17 % sur l'ensemble du département), 5 % du secteur de l'industrie, 9 % du secteur de la construction, 31 % de celui du commerce et des services et 11 % du secteur de l'administration et de la santé.
Sur 65 établissements présents dans la commune à fin 2014, 35 % relevaient du secteur de l'agriculture (pour une moyenne de 11 % dans le département), 5 % du secteur de l'industrie, 11 % du secteur de la construction, 37 % de celui du commerce et des services et 12 % du secteur de l'administration et de la santé.
Une zone d’activités est présente à Vihiers et Montilliers (Anjou Actiparc Vihiersois-Haut-Layon).

### Agriculture
La commune se situe dans la zone d'appellation viticole des Coteaux-du-layon.
Liste des appellations sur le territoire :
- IGP Agneau du Poitou-Charentes, IGP Bœuf du Maine, AOC AOP Maine-Anjou, IGP Volailles de Cholet, IGP Volailles d’Ancenis,
- IGP Brioche vendéenne,
- AOC AOP Anjou blanc, AOC AOP Anjou gamay, AOC AOP Anjou gamay nouveau ou primeur, AOC AOP Anjou mousseux blanc, AOC AOP Anjou mousseux rosé, AOC AOP Anjou rouge, AOC AOP Anjou Villages, AOC AOP Cabernet d'Anjou, AOC AOP Cabernet d'Anjou nouveau ou primeur, AOC AOP Coteaux du Layon, AOC AOP Coteaux du Layon Sélection de grains nobles, AOC AOP Crémant de Loire blanc, AOC AOP Crémant de Loire rosé, IGP Maine-et-Loire blanc, IGP Maine-et-Loire rosé, IGP Maine-et-Loire rouge, AOC AOP Rosé d'Anjou, AOC AOP Rosé d'Anjou nouveau ou primeur, AOC AOP Rosé de Loire, AOC AOP Saumur mousseux blanc, AOC AOP Saumur mousseux rosé.

## Culture locale et patrimoine

### Lieux et monuments
Bâtiments de la commune de Tigné inscrits Monuments historiques :
- Chapelle Sainte-Anne, des XIIe et XVIIe siècles, Monument historique inscrit par arrêté du 17 juillet 1926.
- Château du Grand-Riou, Monument historique inscrit par arrêté du 19 mai 1988, pour les ruines subsistantes. Château construit au XVe siècle, se composant d'une vaste enceinte rectangulaire. Incendié en 1792, il est resté depuis à l'état de ruines.
- Manoir Saint-Jacques Saint-Jean, la Roche Coutant, des XVIe et XVIIe siècles, Monument historique inscrit[47] par arrêté du 23 janvier 1989, pour les façades et toitures de la maison d'habitation, des communs, ainsi que les deux puits.

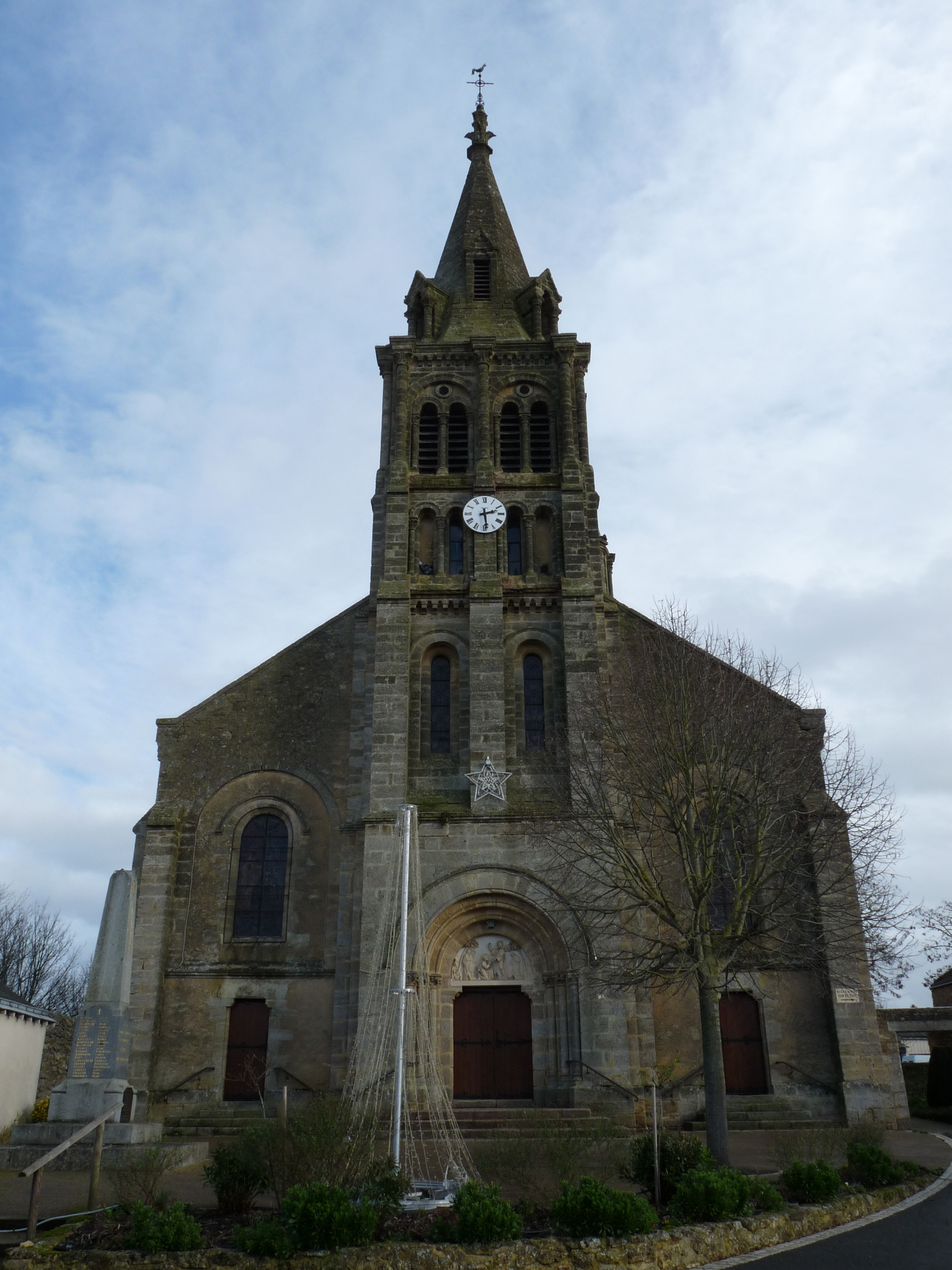
L'église paroissiale Saint-Pierre.

Autres bâtiments inscrits à l'inventaire général du patrimoine culturel :
- Aumônerie Saint-Jean, route de Doué-la-Fontaine, du XVe ou XVIe siècle.
- Château de Tigné, château et domaine viticole des XIVe et XIXe siècles, propriété de l'acteur et viticulteur Gérard Depardieu depuis 1989.
- Plusieurs croix de chemin, dont la Croix de Chemin dite Croix du Bon Divin, chemin de la Gaillarderie au lieu-dit la Touche, du XVIe siècle, ou la croix de chemin dite croix de Noizé, le Grand Noizé, du XVIe siècle.
- Église Saint-Pierre, construite de 1860 à 1863[22], œuvre de l'architecte Ernest François Dainville.
- Plusieurs fermes et maisons des XVe et XVIe siècles.
- Hôtel de voyageurs dit Hôtel le Cheval Blanc, route de Cernusson, des XVIe et XVIIe siècles, repris au XIXe et ayant servi de forge.
- Plusieurs manoirs des XVe et XVIe siècles, dont le Manoir dit Logis des Barres, au lieu-dit Amigné, des XVe et XVIe siècles.
- Plusieurs moulins, à eau et à vent, des XVIe et XVIIIe siècles.

### Patrimoine naturel
On trouve également dans la commune un sentier de randonnée de 14 km, le sentier des Vignes et vieilles pierres. L'ensemble du vignoble de la commune est reconnu comme paysage emblématique par la DREAL Pays de la Loire.

### Personnalités liées à la commune
- Claude-Maur d'Aubigné (1658-1719), né à Tigné, évêque de Noyon puis archevêque de Rouen.
- Ernest François Dainville (1824-1917), architecte angevin, concepteur de l'église paroissiale de Tigné au XIXe siècle.

## Pour approfondir